# Ward Allen
Pour les articles homonymes, voir Allen.
Ward Allen (né le 11 mai 1924 à Kirkton (en) en Ontario et décédé le 3 août 1965 à Hull au Québec), Warden Ambrose de son vrai nom, est un violoneux et compositeur canadien. Il est surtout connu pour sa pièce Maple Sugar qui fut un succès au Canada et aux États-Unis en 1957.

## Annexe